# Khải Anh
Khải Anh (tên khai sinh là Nguyễn Khải Anh, sinh ngày 27 tháng 2 năm 1982 tại Hà Nội) là một nam đạo diễn người Việt Nam. Anh được biết đến là người làm nên thành công qua các bộ phim: Người phán xử, Ngày ấy mình đã yêu, Nhà trọ Balanha, Yêu hơn cả bầu trời. Năm 2018, anh đoạt giải "Đạo diễn xuất sắc" tại Giải Cánh diều. Anh hiện là Phó Giám đốc Trung tâm Phim truyền hình Việt Nam, Đài Truyền hình Việt Nam.

## Tiểu sử và sự nghiệp
Khải Anh sinh năm 1982 tại Hà Nội. Anh là con trai duy nhất của đạo diễn, NSND Nguyễn Khải Hưng. Là con trai duy nhất, cha mẹ ly hôn từ khi còn nhỏ, anh sớm quen với cuộc sống tự lập. Sau khi tốt nghiệp Trung học Phổ thông Thăng Long, anh nối nghiệp cha theo học nghề đạo diễn. Ra trường, anh đầu quân cho Trung tâm Phim truyền hình Việt Nam - cũng là nơi bố mình làm sếp. Tại đây, anh cùng ekip của mình cho ra mắt nhiều bộ phim truyền hình được khán giả yêu thích như Người phán xử, Nhà trọ Balanha, Ngày ấy mình đã yêu, Yêu hơn cả bầu trời... Anh cũng là đạo diễn phụ trách cho chương trình Gặp nhau cuối năm. Năm 2021, anh giữ chức vụ Phó Giám đốc Trung tâm Phim truyền hình Việt Nam.

## Đời tư
Khải Anh và Đan Lê từng là mối tình đầu của nhau, cả hai quen và yêu nhau từ khi còn học chung cấp 3. Trải qua nhiều sóng gió, cặp đôi đã từng chia tay nhau, sau đó Đan Lê kết hôn với Xuân Tùng, một biên tập viên của VTV vào năm 2008, tuy nhiên cuộc hôn nhân đó của Đan Lê nhanh chóng tan vỡ. Anh kết hôn với Đan Lê vào ngày 11 tháng 2 năm 2011 và đã có hai cậu con trai.

## Danh sách tác phẩm
| Năm  | Tên phim                          | Ghi chú | Tập | Kênh | Nguồn |
| ---- | --------------------------------- | --- | --- | ---- | ----- |
| 2004 | Gala Cười 2004                    | |     | VTV3 | [ 7 ] |
| 2007 | Nhật ký vàng anh                  | |     | VTV3 |       |
| 2010 | Bà nội không ăn pizza             | Đồng đạo diễn bộ phim với Bùi Tiến Huy                                                                             | 22  | VTV3 |       |
| 2010 | Có lẽ bởi vì yêu                  | | 17  | VTC1 |       |
| 2011 | Hạnh phúc nhọc nhằn               | | 27  | VTC  |       |
| 2012 | Ba đám cưới, một đời chồng        | | 27  | VTV3 |       |
| 2013 | Hoa nở trái mùa                   | Đồng đạo diễn bộ phim với Nguyễn Đức Hiếu                                                                          | 22  | VTV3 |       |
| 2014 | Tuổi thanh xuân                   | Đồng đạo diễn với Bùi Tiến Huy, Myung Hyun Woo và Lee Jeong Wook                                                   | 36  | VTV3 |       |
| 2016 | Những ngọn nến trong đêm (phần 2) | | 36  | VTV3 |       |
| 2016 | Tuổi thanh xuân (phần 2)          | | 38  | VTV3 |       |
| 2017 | Người phán xử                     | Chuyển thể từ bộ phim cùng tên của Israel. Đồng đạo diễn bộ phim với NSƯT Nguyễn Mai Hiền và NSƯT Nguyễn Danh Dũng | 47  | VTV3 |       |
| 2018 | Ngày ấy mình đã yêu               | Tên cũ là Tình yêu tìm thấy. Chuyển thể từ bộ phim Discovery of Love của Hàn Quốc                                  | 24  | VTV3 |       |
| 2019 | Mê cung                           | Đồng đạo diễn bộ phim với Trần Trọng Khôi                                                                          | 30  | VTV3 |       |
| 2020 | Nhà trọ Balanha                   | Chuyển thể từ bộ phim Nhà trọ Waikiki của Hàn Quốc                                                                 | 35  | VTV3 |       |
| 2021 | Yêu hơn cả bầu trời               | Phát sóng vào dịp Tết Nguyên Đán                                                                                   | 4   | VTV1 |       |

## Chương trình truyền hình
- Vì bạn xứng đáng (người chơi)

## Giải thưởng
| Năm  | Giải thưởng     | Hạng mục                             | Tác phẩm                          | Kết quả       | Nguồn         |
| ---- | --------------- | ------------------------------------ | --------------------------------- | ------------- | ------------- |
| 2016 | Ấn tượng VTV    | Phim truyền hình ấn tượng            | Những ngọn nến trong đêm (phần 2) | Đề cử         | [ 8 ]         |
| 2016 | Ngôi Sao Xanh   | Phim truyền hình được yêu thích nhất | Những ngọn nến trong đêm (phần 2) | Đoạt giải     | [ 9 ] [ 10 ]  |
| 2017 | Giải Mai Vàng   | Phim truyền hình                     | Người phán xử                     | Đề cử         | [ 11 ]        |
| 2017 | Ấn tượng VTV    | Phim truyền hình ấn tượng            | Người phán xử                     | Đoạt giải     | [ 12 ]        |
| 2017 | WeChoice Awards | Phim truyền hình của năm             | Người phán xử                     | Đoạt giải     | [ 13 ]        |
| 2018 | Ấn tượng VTV    | Phim truyền hình ấn tượng            | Ngày ấy mình đã yêu               | Đề cử         | [ 14 ]        |
| 2018 | Giải Mai Vàng   | Phim truyền hình                     | Ngày ấy mình đã yêu               | Đề cử         | [ 15 ]        |
| 2018 | WeChoice Awards | Phim truyền hình của năm             | Ngày ấy mình đã yêu               | Đề cử         | [ 16 ]        |
| 2018 | Giải Cánh diều  | Đạo diễn xuất sắc                    | Ngày ấy mình đã yêu               | Đoạt giải     | [ 17 ]        |
| 2019 | Ấn tượng VTV    | Phim truyền hình ấn tượng            | Mê cung                           | Đề cử         |               |
| 2020 | Giải Cánh diều  | Phim truyện truyền hình              | Nhà trọ Balanha                   | Bằng khen     | [ 18 ]        |
| 2020 | Ấn tượng VTV    | Phim truyền hình ấn tượng            | Nhà trọ Balanha                   | Đề cử         | [ 19 ]        |
| 2020 | Giải Cánh diều  | Phim truyện truyền hình              | Yêu hơn cả bầu trời               | Cánh diều bạc | [ 20 ] [ 21 ] |
| 2021 | Ấn tượng VTV    | Phim truyền hình ấn tượng            | Yêu hơn cả bầu trời               | Đề cử         | [ 22 ]        |